# Числення секвенцій
Чи́слення секве́нцій — система формального виведення формул логіки першого порядку (і як часткового випадку логіки висловлень) запропонована німецьким логіком Ґергардом Ґенценом. Після праці Ґенцена розроблено кілька варіантів числення секвенцій, що є еквівалентними між собою і альтернативою аксіоматичному підходу.

## Термінологія
Числення секвенцій є альтернативною системою формального виводу до аксіоматичних систем описаних у статтях Числення висловлень і Логіка першого порядку. Формули логіки першого порядку для поданої нижче формальної системи мають лише дві логічні зв'яязки {\displaystyle (\neg ,\vee )} і квантор існування. Інші символи логічних зв'язок можна визначити формулами:
- - {\displaystyle (\varphi \wedge \psi ):\Leftrightarrow \neg (\neg \varphi \vee \neg \psi )}
  - {\displaystyle (\varphi \rightarrow \psi ):\Leftrightarrow (\neg \varphi \vee \psi )}
  - {\displaystyle (\varphi \leftrightarrow \psi ):\Leftrightarrow \neg (\neg (\neg \varphi \vee \psi )\vee \neg (\neg \psi \vee \varphi ))}
- Подібно визначається і квантор загальності:
  - {\displaystyle \forall x\varphi :\Leftrightarrow \neg \exists x\neg \varphi }

Загалом при визначенні  правил використовуються такі позначення:
- {\displaystyle \Gamma ,\Phi } ... (скінченні множини формул)
- {\displaystyle \varphi ,\psi ,\rho } ... (формули логіки першого порядку)
- {\displaystyle \vdash } ... (Символ, що показує, що з формул з лівої сторони (антецеденту) виводяться формули з правої сторони (консеквент))
- {\displaystyle \neg } ... (символ логічного заперечення)
- {\displaystyle \vee } ... (символ диз'юнкції)
- {\displaystyle \exists } ... (квантор існування)

## Правила виводу

### Правило антецедента
{\displaystyle \quad \left(Ant\right)\qquad {\frac {\Gamma \vdash \varphi }{\Gamma '\vdash \varphi }}}
якщо: {\displaystyle \Gamma \subseteq \Gamma '}.

### Правило припущення
{\displaystyle \quad \left(Ann\right)\qquad {\frac {}{\Gamma \vdash \varphi }}} якщо: {\displaystyle \varphi \in \Gamma }

### Перебір варіантів
{\displaystyle \quad \left(FU\right)\qquad {\frac {\begin{aligned}{\Gamma \psi \vdash \varphi }\\{\Gamma \neg \psi \vdash \varphi }\end{aligned}}{\Gamma \vdash \varphi }}}

### Доведення від супротивного
{\displaystyle \quad \left(KD\right)\qquad {\frac {\begin{aligned}{\Gamma \neg \psi \vdash \rho }\\{\Gamma \neg \psi \vdash \neg \rho }\end{aligned}}{\Gamma \vdash \psi }}}

### Диз'юнкція а антецеденті
{\displaystyle \quad \left(\vee -Ant\right)\qquad {\frac {\begin{aligned}{\Gamma \varphi \vdash \rho }\\{\Gamma \psi \vdash \rho }\end{aligned}}{\Gamma (\varphi \vee \psi )\vdash \rho }}}

### Диз'юнкція в консеквенті
{\displaystyle \quad \left(\vee -Kon1\right)\qquad {\frac {\begin{aligned}{\Gamma \vdash \varphi }\end{aligned}}{\Gamma \vdash (\varphi \vee \psi )}}}
{\displaystyle \quad \left(\vee -Kon2\right)\qquad {\frac {\begin{aligned}{\Gamma \vdash \psi }\end{aligned}}{\Gamma \vdash (\varphi \vee \psi )}}}

### Введення квантора істинності в консеквенті
{\displaystyle \quad \left(\exists -Kon\right)\qquad {\frac {\Gamma \vdash \varphi {\frac {t}{x}}}{\Gamma \vdash \exists x\varphi }}}

### Введення квантора істинності в антецеденті
{\displaystyle \quad \left(\exists -Ant\right)\qquad {\frac {\Gamma \varphi {\frac {y}{x}}\vdash \psi }{\Gamma \exists x\varphi \vdash \psi }}}, де y не зустрічається у вільному вигляді у формулі {\displaystyle \exists x\varphi \psi } .

### Рефлексивність рівності
{\displaystyle \quad \left(Ref\right)\qquad {\frac {}{\vdash t\equiv t}}}

### Правило заміни в рівності
{\displaystyle \quad \left(\exists -Sub\right)\qquad {\frac {\Gamma \vdash \varphi {\frac {t}{x}}}{\Gamma t\equiv t'\vdash \varphi {\frac {t'}{x}}}}}

## Приклади виведення

### Приклад 1
Покажемо, що
{\displaystyle \quad \left(AD\right)\qquad {\frac {}{\varphi \vee \neg \varphi }}}
Маємо:
{\displaystyle {\begin{alignedat}{3}1.\quad &\varphi \vdash \varphi &\quad &(Ann)\\2.\quad &\varphi \vdash (\varphi \vee \neg \varphi )&\quad &(\vee -Kon1):1.\\3.\quad &\neg \varphi \vdash \neg \varphi &\quad &(Ann)\\4.\quad &\neg \varphi \vdash (\varphi \vee \neg \varphi )&\quad &(\vee -Kon2):3.\\5.\quad &\vdash (\varphi \vee \neg \varphi )&\quad &(FU):2.,4.\end{alignedat}}}

### Приклад 2
{\displaystyle \quad \left(Triv\right)\qquad {\frac {\begin{aligned}\Gamma \varphi \\\Gamma \neg \varphi \end{aligned}}{\Gamma \psi }}}
Як і в першому прикладі:
{\displaystyle {\begin{alignedat}{3}1.\quad &\Gamma \varphi &\quad &(Pr{\ddot {a}}misse)\\2.\quad &\Gamma \neg \varphi &\quad &(Pr{\ddot {a}}misse)\\3.\quad &\Gamma \neg \psi \varphi &\quad &(Ant):1.\\4.\quad &\Gamma \neg \psi \neg \varphi &\quad &(Ant):2.\\5.\quad &\Gamma \psi &\quad &(KD):3.,4.\end{alignedat}}}

## Коректність і повнота
Числення секвенцій є коректним і повним. Тобто всі формули, що можна вивести за його допомогою є логічно значимі і всі логічно значимі формули можна вивести за допомогою числення секвенцій. Це еквівалентно твердженню, що {\displaystyle \Phi \vDash \varphi } тоді і тільки тоді коли {\displaystyle \Phi \vdash \varphi } для довільних множини формул {\displaystyle \Phi \;} і формули {\displaystyle \varphi }.

## Weblinks
- Sequent Calculus by Alex Sakharov MathWorld